# Philo Taylor Farnsworth
Philo Taylor Farnsworth (19 d'agost de 1906 – 11 de març de 1971) va ser un inventor estatunidenc conegut per crear la primera televisió totalment electrònica. En concret, va treballar en la creació d'un dispositiu per la recol·lecció d'imatges electròniques (tub de càmera de vídeo) i va mostrar per primera vegada al públic un sistema de televisió completament electrònic. En etapes posteriors de la seva vida, Farnsworth també va inventar un petit dispositiu de fusió nuclear conegut com a fusor. Les seves idees van ser raptades per David Sarnoff, magnat de la ràdio.

## Biografia

### Infància, joventut i primers descobriments
Philo T. Farnsworth va néixer el 19 d'agost de 1906 a Indian Springs, Utah, fill de Lewis Edwin i Serena Bastian Farnsworth, que pertanyien a l'Església de Jesucrist dels Sants dels Darrers Dies. Philo, que havia nascut en una cabanya de fusta, no va conèixer l'electricitat fins a la primavera de 1919, moment en què la seva família es va mudar a Rigby (Idaho), on van treballar com a mitgers.
El jove Philo de seguida va desenvolupar un interès per l'electrònica després de la seva primera conversació telefònica i el descobriment d'una sèrie de revistes científiques al rebost de la nova casa de la família a Rigby. Amb aquestes revistes i llibres de ciència prestats va aprendre física pel seu compte i va estudiar les teories d'Einstein, mentre que es dedicava a reparar i construir dispositius elèctrics amb peces trobades per la granja.
Interessat en la possibilitat d'un sistema electrònic que unís les característiques de la ràdio i el cine, transmetent al mateix temps imatge i so, va descobrir alguns inventors, com George Carey, W. E. Sawyer, Maurice Leblanc i Paul Nipkow, ja havien treballat en aquest camp, encara que amb poc èxit. Així doncs, Philo va pensar, encertadament, que aquests sistemes de televisió mecànica no funcionarien d'una manera suficientment ràpida per captar una imatge nítida.
Als llibres i revistes científiques, havia descobert l'existència d'una nova partícula, l'electró, i va pensar que allà estava la solució per transformar la llum en electricitat. Un dia que treballava amb una recol·lectora, se li va ocórrer que un feix d'electrons desviat magnèticament perquè operés línia per línia, com feia la recol·lectora, podria suportar la imatge d'una manera semblant a com treballaven els ulls al llegir un llibre. En aquell moment tenia catorze anys i, conjuntament amb el seu professor de química de l'institut, Justin Tolman, va desenvolupar en sis mesos els aspectes teòrics de la seva idea.

### Estudis universitaris
L'any següent, la seva família es va traslladar a un lloc proper a Provo (Utah), on compartien casa amb una altra família, els Gardner. Philo, amb només quinze anys, va ser admès a la Universitat de Brigham Young, però la mort del seu pare dos anys més tard, al 1923, i les dificultats econòmiques familiars el van obligar a interrompre els estudis. L'any 1926 va demanar als Gardner, la família amb la qual compartien casa, la mà de la seva filla Elma, a la qual anomenaven “Pem”, encara que les circumstàncies van fer que el matrimoni trigués a celebrar-se.
Aquell mateix any havia obert amb Cliff Gardner, germà de Pem, un negoci d'instal·lació i reparació d'aparells de ràdio que havia resultat un fracàs, així que, buscant una feina, es va inscriure al servei de col·locacions de la Universitat de Utah.
Allà va conèixer a George Everson, un promotor de fons professional, que havia contractat a Philo, juntament amb altres estudiants, per realitzar una enquesta. Farnsworth va aconseguir que aquest i el seu soci financessin el seu invent i li concedissin la meitat de les accions de la companyia creada pels tres, que treballaria a San Francisco.

### Trasllat a San Francisco i desenvolupament de l'invent
Ja casat amb Pem Garner, es va mudar amb ella i amb el seu cunyat Cliff a San Francisco, per treballar en el seu invent. En aquesta època van construir la primera càmera de vàlvula de la televisió electrònica, a la que Farnsworth va anomenar dissector d'imatge. També va inventar un tub de raigs catòdics fred i va utilitzar un matràs Erlenmeyer de fons pla, com els utilitzats en les classes de química, com a vàlvula d'imatge.
Després de diversos assajos i erros, el 7 de setembre de 1927, el sistema va transmetre la seva primera senyal, una simple línia recta en moviment. El 1928, Farnsworth havia desenvolupat suficientment el sistema com per fer una manifestació pública i, un any després, el seu sistema de televisió no tenia parts mecàniques en moviment.
L'invent de Farnsworth encara no estava patentat i, per tant, es guardava el secret. Tot i això, el recent president de la RCA, David Sarnoff, tement que la televisió acabés per desplaçar a la ràdio, va contractar, al 1930, un enginyer nascut a Rússia, Vladimir Sworykin, que treballava en un disseny semblant al de Farnsworth, encara que hi havia problemes que no sabia resoldre. Zworykin, sense dir-li que treballava per la RCA, es va presentar com un col·lega interessat en intercanviar opinions i va visitar el seu laboratori durant tres dies sencers, aprofitant l'ocasió per espiar la investigació de Farnsworth.
El projecte de la RCA seguia utilitzant un escàner mecànic, així que Sarnoff li va donar a Zworykin un generós pressupost i un any de termini per desenvolupar el dispositiu. Com que no ho va aconseguir, al 1931, David Sarnoff li va fer a Farnsworth una oferta per comprar les seves patents, però ell es va negar. El juny d'aquell any, Farnsworth es va unir a l'empresa Philco i va traslladar el seu laboratori a Filadelfia.
Mentre l'invent de Farnsworth s'anava perfeccionant, Sarnoff aconseguia el monopoli de la recent industra de la televisió, en la que les petites companyies de ràdio no tenien moltes possibilitats de competir.
L'any 1932, la RCA va presentar una televisió electrònica similar a la de Farnsworth, atribuint-li l'invent a Zworykin. Això els va portar a un procés judicial que, malgrat l'enorme poder dels abogats de la RCA, va acabar a favor de Farnsworth i en el que inclús va presar declaració Justin Tolman, el professor de química que, quan Farnsworth era adolescent, havia sigut testimoni del naixement del projecte. La companyia va perdre, però el judici havia durat diversos anys i quan Sarnoff va accedir a pagar les regalies al verdader inventor, aquest ja estava arruïnat i amb una salut deteriorada.

### Els seus últims anys
A la Fira Mundial a Flushing Meadows, a Nova York, la RCA es va presentar com a patrocinadora del Pavelló de la Televisió, va obtenir els drets de retransmissió de l'esdeveniment i va aconseguir el monopoli del sector. Farnsworth s'havia iniciat en la fabricació de televisions, però la producció es va detenir amb l'entrada dels EUA a la guerra, de manera que es va veure obligat a vendre els actius de la seva companyia a International Telephone and Telegraph, que poc després abandonava la indústria de la televisió per dedicar-se a la producció de radars. Quan van acabar les seves patents, que van passar a ser de domini públic al 1947, no li havia donat temps a fer fortuna. En aquells moments, la RCA estava produint sis mil televisors a l'any, una xifra que es va centuplicar en els anys següents.
Farnsworth va patir una crisi nerviosa de la que mai es va recuperar totalment. Al 1949 va deixar de treballar en projectes relacionats amb la televisió, però va investigar sobre energia atòmica i electrònica. Al final de la seva vida era un perfecte desconegut i estava desil·lusionat i immers en la depressió i l'alcoholisme.
Va emmalaltir greument de pneumònia i va morir el dia 11 de març de 1971 (curiosament, el mateix any que Sarnoff), tenint en el seu haver més de tres-centes patents.

## Invents

### Tub de televisió (dissector d'imatge)
Farnsworth va desenvolupar el primer tub de buit pel rodatge de televisió, una idea que va tenir a l'edat de catorze anys i que va desenvolupar als 21 anys. Aquest va ser el primer pas cap a la televisió electrònica, que suplantaria a la televisió electromecànica. Aquesta invenció es va utilitzar en tots els televisors fins a la fi del segle xx, moment en què la indústria va desenvolupar els sensors CCD.

### Primer reactor de fusió nuclear
El fusor Farnsworth-Hirsch, o simplement fusor, va ser la primera experiència de la fusió nuclear a la fi dels anys 1960.

## Homenatge
- A la sèrie de televisió Futurama, al personatge del Professor Farnsworth se li va col·locar el cognom en homenatge a Philo Farnsworth. Més tard, a l'episodi All the Presidents' Heads, es revela que el personatge és, en realitat, el seu descendent.
- El dispositiu de comunicació de la sèrie Almacén 13 s'anomena Farnsworth perquè, a la ficció, va ser creat per ell. Al tercer episodi de la segona temporada, surt ell mateix fent experiments en uns laboratoris secrets de l'exèrcit i després ensenyen una part del magatzem on, per una banda guarden recanvis electrònics elaborats per ell i, per una altra banda, se'n troben d'altres relacionats amb el seu treball amb la fusió nuclear.